# Матијина црква
Црква Успења Будимског замка (мађ. Nagyboldogasszony-templom), познатија као Матијина црква (мађ. Mátyás-templom), ређе крунидбена црква у Будиму, је римокатоличка црква која се налази на Тргу Светог Тројства, у Будимпешти, испред Рибарске тврђаве у срцу Будимског дворца. Према црквеном предању, првобитно је изграђена у романичком стилу 1015. године, иако о томе постоји мало референци. Садашња зграда је изграђена у раскошном касно-готичком стилу у другој половини 14. века и у великој мери је рестаурирана крајем 19. века. Била је друга по величини црква средњовековног Будима и седма по величини црква средњовековног Угарског краљевства.
То је историјска зграда са важном историјом. У њеним зидинама су крунисана два краља Угарске: Франц Јозеф и Елизабета и Карло I од Аустрије и Цита од Бурбон-Парме.
У цркви се налазило и „Маријанско чудо“ у Будиму. Године 1686, током опсаде града Будима од стране Свете лиге, зид цркве - коју су османски окупатори града користили као џамију - срушио се од топовске ватре. Испоставило се да је иза зида сакривена стара заветна статуа Мадоне. Како се скулптура Девице Марије појавила пред муслиманима, морал муслиманског гарнизона је опао и град је пао истог дана.

## Историја
Према предању, прву цркву на том месту основао је Стефан I, краљ Угарске, 1015. године: ово се заснива на натпису подигнутом 1690. године у цркви и спаљеној 1748. године, што изгледа потврђују и неке претходне референце. Међутим, нема јасних доказа о оснивању од стране Стефана I. Ову зграду су 1241. године уништили Монголи; садашња зграда подигнута је у другој половини 13. века. Првобитно названа по Богородици, узимајући имена као што су „Црква Марије“ и „Црква Наше Госпе“, од 19. века црква се назива Матијина црква, по краљу Матији Корвину, који је наредио трансформацију њене првобитне јужне куле.

### Поновно оснивање у 13. веку
Угарски краљ Бела IV након монголске инвазије, између 1255. и 1269. године, заменио је старију, мању цркву високом тробродном базиликом. Током прве фазе изградње (1255–1260), подигнуто је главно светилиште и помоћна светилишта, под управом Виљара де Онекура. Прва фаза изградње главне будимске цркве најближа је Лионској катедрали. Групу мајстора чинили су градитељи цистерцитског манастира Тишнов у Чешкој, који су после монголске инвазије отпутовали у Мађарску вероватно по налогу рођаке краља Беле IV, Агнесе од Чешке.
Изградња је завршена кроз другу фазу, између 1260. и 1269. године. На рад друге групе мајстора већ је утицала северно-француска верска архитектура, уз посредовање немачких мајстора градитеља. Остала дела ове групе су фрањевачка црква Кечке у Шопрону у Мађарској и самостан Клостернојбург у Аустрији, вероватно у вези са доминиканским самостаном на Маргаритином острву у Будимпешти, који је био дом ћерке Беле IV, свете Маргарете Угарске. Краљ је, из поштовања према својој кћери, доделио манастиру јus patronatus над будимском црквом на одређено време.
Црква Успења Будимског замка постала је најраније и најкомплетније дело класичне готичке црквене архитектуре у Мађарској, дајући потпуну слику архитектонских школа из доба краља Беле.

### 14. век: готичка дворанска црква
У другој половини 14. века преграђена је у готичку дворанску цркву. Цела зграда је преуређена у зрелом готичком стилу. Угарски краљ Лајош I Анжујски почео је 1370. године са изградњом иконичне Маријине капије на југозападу. Најближа паралела овој репрезентативној капији са двоја врата је портал цркве Светог Лоренца у Нирнбергу, подигнут петнаест година раније. За време владавине Лајоша започето је потпуно преуређење простора црквене базилике у духу зреле готичке архитектуре. Лукови бочних бродова подигнути су у висину главног брода, а на високе зидове постављени су огромни прозори са богатом каменом решетком, стварајући тако светлу, прозрачну салу. Током владавине краља Жигмунда Луксембуршког, бочни делови су проширени и опремљени осмоугаоним готичким завршетком. У завршној фази изградње, на објекту су радили и мајстори прашке парлерске радионице. Између 1412. и 1433. наручили су погребну капелу аристократске породице Горјански поред северног светилишта на захтев Николаја II Горјанског. Најближи сродник новоформиране дворанске цркве је опатија Хронски Бенадик, у садашњој Словачкој.

### 15. век: Матијина црква
Црква је достигла свој врхунац у средњовековном процвату за време владавине краља Матије Корвина. Краљ је саградио југозападни звоник, један од најлепших делова готичке архитектуре у Мађарској. Према Матијином грбу, јужна кула, која се срушила 1384. године, обновљена је 1470. године  Осим уништеног шлема, звоник је и даље задржао првобитни облик, иако је крајем 19. века потпуна замена каменог материјала постала неизбежна. Међутим, глава великог лука који подржава хор и даље чува свој оригинални камен.
Матија је подигао и краљевски ораторијум у близини јужног светилишта цркве, али је потпуно уништен за време турске окупације. У то време, крајем 15. века, започели су изградњу северозападне куле, која је са изузетком шлема  већ била завршена пре турског освајања.

### 16. век: Османска инвазија
Током прве турске инвазије 1526. године, средњовековна кровна конструкција и већина њене опреме су уништени. 1541. године обновљену цркву Пресвете Богородице Турци су после коначног освајања Будима претворили у џамију; у овој цркви султан Сулејман се захвалио Алаху за победу. Њена опрема и олтари су одбачени, а осликани зидови малтерисани. Док су већину других цркава у Будиму уништили Османлије, црква Марије је опстала, претворена у џамију и од тада називана Büyük (Велика), Eski (Стара) или Suleiman Han Cami. Наравно, уништење се није могло у потпуности избећи; камење се користило на другим местима.

### 17. и 18. век: језуитска црква
Након поновног заузимања Будима (1686), црква је прво постала власништво фрањеваца, а потом и Језуитског реда - Исусоваца, који су је обновили у барокном стилу. Између 1688. и 1702. године саграђен је огроман конак на северној страни и троспратна богословија на јужној страни. Између 1702. и 1714. првобитно самостојећа црква била је део великог грађевинског комплекса. Иако поприште великог рада, црква је изгубила готово сву своју средњовековну орнаментику, чиме је њена спољашња фасада постала безначајна.
Године 1690. Надор Угарске Павле I, принц Естерхази саградио је нови барокни главни олтар, а 1696. године саградио предворје испред главне капије. Исте године Матијин звоник је овенчан барокном луковичастом куполом. Капела Лорето подигнута је 1707. године, добила је звоник 1719. године, а убрзо потом подигнуте су и бочне капеле, а на месту Невестине капије подигнута је нова сакристија.
Барокне трансформације спроведене су у многим средњовековним елементима; само неколико прозора Матијиног звоника чувало је првобитни карактер фасаде цркве.
Након распуштања језуитског реда 1773. године, црква је била у власништву градског већа Будима.

### 19. век: Шулекова реконструкција цркве
Под вођством краља Франца Јозефа I од Аустрије и Угарске, између 1874. и 1896. године, извршена је велика обнова, под вођством архитекте Фригеса Шулека, којом је обновљен првобитни изглед зграде. Камено-клесање је урадио Јакаб Каусер, позната пештанска породица архитеката.
Црква је враћена у првобитни план из 13. века, али је откривено неколико раних оригиналних готичких елемената. Додавањем нових сопствених мотива (као што су црепови са дијамантским узорком и торањ са гаргојлима) Шулек је обезбедио да рад, када буде завршен, буде веома контроверзан.
Шулек је ослободио цркву, затворену у некадашње језуитске зграде, на рачун рушења суседних делова, враћајући јој првобитни, препознатљив карактер. Свод и зидови зграде су на више места срушени до темеља ради реконструкције првобитних архитектонских решења. У целој цркви је уклонио барокне фуге и настојао да обнови античке, али тако што је потпуно обновио оштећене делове и површине. Тако су Жигмундова бочна светилишта срушена и првобитни, једноставнији завршеци обновљени; Маријина капија из доба Лајоша I Анжујско поново је отворена, Матијин звоник је реновиран – у исто време скоро сви оригинални капители главних стубова су замењени верним копијама. Где год није могао да нађе траг, архитекта је унео нове елементе сопственог дизајна: подигао је фоаје испред Маријине капије, направио је нову капелу Светог Стефана уместо порушене капеле Горјански, обновио је барокне бочне капеле дуж северног брода у неоготичком стилу; на основу старих слика, надвисио је јужну кулу богатим неоготичким капама и балконским низом који видимо и данас. Северна кула је била опремљена врхом у каснороманичком стилу, а између две куле постављен је забат. Саградио је две сакристије и краљевски ораторијум отварајући главну апсиду са севера. Крипта, која је изграђена 1780. године, такође је обновљена у слободном неоготичком стилу.
Берталан Секели и Кароли Лоц осмислили су, заједно са Шулеком, унутрашњу декорацију и опрему, користећи остатке средњовековног зидног сликарства. Сами су осликали фигуративне мурале, израдили нацрте за витраже и за нову скулптуралну декорацију. Олтарске слике су осликали Михали Зичи (капела Светог Имре)  и Ђула Агази (капела Лорето); барељеф на главној капији са сликом Госпе од Мађара израдио је Лајош Лонтај. Клупе и оргуље је дизајнирао Шулек.
Црква је завршена 1893. године; до прослављања миленијума заблистала је, додуше, не у својим изворним облицима већ у свом свом старом сјају. Године 1898. посмртни остаци Беле III и његове прве жене Агнесе Антиохијске нашли су своје последње место за сахрану у капели северног брода цркве. Откопани су током ископавања на рушевинама краљевске базилике у Секешфехервару 1848. (базилику су уништили Турци).
Југозападна Богородичина капија, – која у муу приказује Богородицу како спава – један је од ретких оригиналних средњовековних остатака с почетка 15. века. Ово је реплика главне капије из 13. века. Капела Лорето, средњовековног порекла, испод јужне куле чува статуу Мадоне с краја 17. века. Ово уметничко дело настало је да замени оригиналну средњовековну скулптуру Богородице, која је зазидана за време турске окупације у цркви.
Процена Шулекове обнове показује да он није ценио историјски значај цркве, која је била у веома лошем стању, али је многе њене историјске каменове заменио пажљивим копијама. Међутим, захваљујући његовој научној дубини и прецизном обликовању, данас можемо видети некадашње стање ове цркве на њеној фасади. Верно реконструисана и, у мањој мери, на достојан начин поново осмишљена, црква је најквалитетнији пример мађарске неоготичке архитектуре, а њена унутрашња декорација једно од највиших достигнућа источноевропске сецесије.

### 20. век
Године 1936, на 250. годишњицу поновног заузимања Будимског замка, на десном зиду апсиде постављен је мађарски и италијански натпис у част барона Микела д'Асте. Успеху акције много је допринео потпуковник Д'Асте, који је погинуо током битке. Натпис гласи: „Потпуковник Микеле д’Асте, италијански пуковник, 2. септембра 1686. године међу првима је жртвовао свој живот за ослобођење Будима.
Године 1927. "Капела Малтешких витезова" настала је у ораторијуму у северној галерији цркве. Око олтара и дуж ходника били су штитови тадашњих мађарских витезова Малте. Рестаурација је извршена 2005. године, након чега су црквене власти и Мађарско удружење Малтешког реда обновили обичај излагања грбова преминулих витезова. Око олтара налази се пет комеморативних штитова истакнутих капелана Реда. У првом плану виде се штитови чланова од 1925. до 1944. године, док су у пролазу из сакристије у доњу цркву штитови умрлих чланова после 1945. године. На Задушнице сваке године, након мисе задушнице, витезови постављају на зид грбове чланова који су умрли током године.
Пре Другог светског рата, на иницијативу Пала Телекија, започета је потпуна обнова цркве, али је рат спречио њен завршетак. Током савезничке опсаде Будимпеште 1944–1945, зграда је тешко оштећена. Крипту су Немци користили за своју логорску кухињу , а након пада града, Совјети су користили светилиште за коњушницу. Ратну штету поправљала је мађарска држава између 1950. и 1970. године. Оргуље, које су током рата биле тешко оштећене, поправљене су и поново освештане 1984. године.
1994. године, неидентификовани терориста је детонирао бомбу на капији зграде која се отвара према Рибарском бастиону, оштетивши шеснаест прозора цркве.
Године 1999. црква је – први пут у својој историји – предата Католичкој цркви као жупно власништво. Рестаураторске радове финансира држава од 2005. до 2015. године.

## Историјски значај
Нова Маријина црква коју је 1270. године саградио Бела IV убрзо је постала место догађаја од националног значаја. 1279. је овде већ одржан национални савет под вођством поручника папе Фулопа Фермоија и надбискупа Естергома Лодомера, где их је позвао угарски краљ Ладислав IV.
После ступања на престо после 1301. године, чешки краљ Вацлав III  и баварски краљ Отон III су овде номиновани за краљеве Угарске, а затим 1309. на другом националном савету, папски легат кардинал Гентил Портино да Монтефјоре и надбискуп Естергома Тамаш су овде крунисани новом круном анжујског краља Карла I. Исти краљ је овде пронађен између његове смрти у Вишеграду и његове сахране у Секешфехервару.
У јануару 1412. године краљ Жигмунд је први пут окачио своје победничке заставе на зидове до тада обновљене цркве, које је заузео у походу на Млетачку републику. Овај гест је касније створио традицију Јаноша Хуњадија. Године 1424, на гозби Светог тела и крви Христове као гост немачко-римског цара Жигмунда и византијског цара Манојла II Палеолога, окренуо се између његових зидина. После смрти Жигмунда 1438. године у цркву су уведени мађарски краљ Албрехт II Немачки и 1440. године мађарски краљ Владислав III Јагелонац. Године 1444. Владислав III, после свог тријумфалног похода, овде је одржао своју свечану захвалност са Јаношом Хуњадијем.
Свети Јован Капистран је овде одржао регрутни говор како би промовисао своје учешће и регрутовао трупе за турску кампању. Године 1455. Јанош Хуњади је овде примио крст из папске заоставштине Карвахала и одавде кренуо у Београд.
Када је Матија Корвин ступио на престо, 1458. године Света круна Угарске - круна Светог Стефана није била у Угарској. Стога је Матија, враћајући се из заточеништва у Прагу, свечано отпочео своју владавину у Маријиној цркви у виду „круне без круне“: благодарећи Богу и Марији, пред олтаром је обећао да ће чувати света права, затим је отишао у своју палату и сео на свој престо и почео да се бави пословима земље.
Матија је одржао оба своја венчања у овој цркви: 1463. са Катарином од Подебрадија и 1476. са Беатрисом Напуљском. На то нас подсећа јужна капија, која се и данас зове Невестина. Парох цркве у то време био је Марцин Билица, Матијин пријатељ, врсни астроном, и Региомонтан.
Године 1526. благо цркве је отишло у Братиславу. Угарски надор Иштван Вербечи је овде прогласио савез краља Јована Запоље са Французима, папом, Венецијом и Фиренцом. Неколико месеци касније, на празник краља Светог Стефана, „противкраљ“, Хабзбурговц Фердинанд I, цар Светог римског царства присуствовао је овде миси.
Користили су је као главну будимску џамију од турске окупације од 1541. до 1686. Легенда каже да гробница Гул Бабе, члана Бекташ дервишког реда у храму, чија се гробница (маузолеј) још увек налази у близини Маргаритиног моста, и даље најсеверније исламско ходочасничко место на свету.
Победу у очајничкој борби за Будим савременици су приписивали чуду црквеног кипа Марије, који Турци нису срушили, већ једноставно зазидали. Зид исцртан испред скулптуре завета коју је поклонио Владислав пао је током велике експлозије, а давно заборављени кип Госпе од Мађара појавио се испред Турака који су се молили у главној џамији (садашња црква Марије). Тријумфална статуа Марије ношена је улицама Будима у процесији за Дан захвалности.
Испред цркве је 1713. године подигнут споменик, Стуб Свете Тројице, који је послужио као узор за многа слична дела у земљи.
Године 1867, као врхунац аустроугарске нагодбе, кардинал - архиепископ Естергомски Јанош Симор крунисао је овде за угарског краља аустријског цара Франца Јозефа I и његову супругу Елизабету са Светом круном. Први пут на овој значајној прослави изведена је Миса за крунисање Франца Листа.
Дана 30. децембра 1916. године, Карло IV и његова супруга краљица Цита су овде крунисани од стране кардинала - надбискупа Естергома Јаноша Черноха Светом круном.
2000. године, у години Великог јубилеја, сећајући се некадашњег слања круне, млади цркве су направили свежу копију Свете круне Мађарске за папу Јована Павла II коју су му донели у Ватикан и крунисали статуу Девице Марије на главном олтару.

## Проповедаоница
Проповедаоница цркве изграђена је између 1890. и 1893. године током обимне реконструкције зграде. Дизајнирао је Фригес Шулек уз помоћ историчара уметности Беле Чобора који је допринео изради иконографског плана. Статуе је исклесао Ференц Микула.
Проповедаоница је изграђена од пешчара, а површине су у потпуности прекривене неороманичком орнаменталним сликама укључујући и статуе. На дну степеница је шина од кованог гвожђа. Готички abat-voix, налик средњовековној кули, исклесан је од храстовине, а статуа Доброг пастира на врху је направљена од липе. Платформа проповедаонице је подупрта спољним прстеном лукова и масивним централним стубом. Најзанимљивији део структуре је скулптурална декорација парапета са статуама четири јеванђелиста и четири латинска лекара цркве који стоје испод сводова слепе аркаде. 
Парапет је ослоњен на конзоле украшене гротескним главама у средњовековном стилу, а уоквирен са две траке резбарених биљних украса (листови лозе и акантуса).

## Црквена звона
Данас црква има 7 звона. Шест их се налази у звонику, а последње оштећено звоно виси у коњичкој кули. Три звона на кули су историјска звона (из 1723, 1724. и 1891. године). Црква је 2010. године добила четири нова звона, затим је извршена корекција звука звона.

## Музеј
У њему се налази Музеј црквене уметности, који почиње у средњовековној крипти и води до капеле Светог Стефана. Галерија садржи бројне сакралне реликвије и средњовековне резбарије у камену, заједно са репликама мађарске краљевске круне и крунским драгуљима.

## Почасти
Марке које је издала Мађарска; 24. јануара 1927. 26. марта 1926. и 1930.

## Галерија
- Матијина црква и Трг Свете Тројице
- Олтар
- Прозор Божјег Јагњета
- Детаљ куле
- Јужна страна у ноћи
- Поглед са Дунава у ноћи
- Фасада у ноћи
- Поглед на Матијину цркву